# Enrico Gasbarra

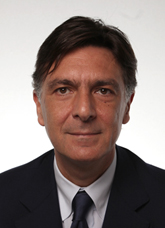
Enrico Gasbarra

Enrico Gasbarra (* 12. August 1962 in Rom, Italien) ist ein italienischer Politiker der Partito Democratico.

## Leben
Von Mai 2003 bis April 2008 war Gasbarra als Nachfolger von Silvano Moffa Präsident der Provinz Rom. Ihm folgte im Amt des Präsidenten der Provinz Rom der italienische Politiker Nicola Zingaretti. Gasbarra ist seit 2014 Abgeordneter im Europäischen Parlament. Dort ist er Mitglied im Ausschuss für Umweltfragen, öffentliche Gesundheit und Lebensmittelsicherheit, in der Delegation im Gemischten Parlamentarischen Ausschuss EU-Chile und in der Delegation in der Parlamentarischen Versammlung Europa-Lateinamerika.